# René Branders
René Branders (Koekelberg, 29 september 1963) is een Belgisch bedrijfsleider en bestuurder.

## Levensloop
René Branders studeerde aan de Université libre de Bruxelles (ULB), alwaar hij in 1986 afstudeerde als burgerlijk ingenieur in de chemische technologie.
Hij begon zijn loopbaan bij Metallurgie Hoboken. Na zijn legerdienst trad hij in 1987 in dienst als onderzoeksingenieur bij FIB Belgium, het familiebedrijf dat onder meer actief is in de installatie van hoogtechnologische industriële ovens. Hij werd in deze onderneming in 1988 CEO.
In 2013 werd hij verkozen als voorzitter van de Chambre de Commerce et d'Industrie (CCI) Waals-Brabant. In september 2015 volgde hij Dominique Neerinck op als voorzitter van de raad van bestuur van Sirris en in juni 2016 werd hij verkozen als voorzitter van de Federatie van Belgische Kamers van Koophandel. Hij volgde in deze hoedanigheid John Stoop op. Branders werd in 2019 bestuurder van Agoria en volgde in april 2023 Bart De Smet als voorzitter van het Verbond van Belgische Ondernemingen (VBO) op.
Hij is ereconsul van Hongarije in Wallonië.